# Svalbard i Jan Mayen
Svalbard i Jan Mayen (norw. Svalbard og Jan Mayen, ISO 3166-1 alfa-2: SJ, ISO 3166-1 alfa-3: SJM, ISO 3166-1 numeryczny: 744) jest nazwą statystycznej jednostki zdefiniowaną w ISO 3166-1. Składa się z dwóch norweskich terytoriów z niezależną jurysdykcją: Svalbard i Jan Mayen. Terytoria te są połączone dla celów kategoryzacji Międzynarodowej Organizacji Normalizacyjnej (ISO), lecz nie są powiązane administracyjnie. Mimo to umieszczenie wspólnego terytorium przez ISO skutkuje krajową domeną najwyższego poziomu .sj oraz kodem ISO 3166-2:SJ. Departament Statystyki Organizacji Narodów Zjednoczonych przy tych samych kodach jak w standardzie ISO używa nazwy Wyspy Svalbard i Jan Mayen (ang. Svalbard and Jan Mayen Islands).
Svalbard jest archipelagiem na Ocenie Arktycznym nad którym pełne zwierzchnictwo sprawuje Norwegia, lecz ze specjalnym statusem gwarantowanym Traktatem Spitsbergeńskim. Jan Mayen jest samotną wyspą na Oceanie Atlantyckim. Nie ma stałych mieszkańców i jest administrowana z Oslo za pośrednictwem gubernatora prowincji Nordland. Svalbard i Jan Mayen są jedynymi norweskimi terytoriami, które nie są przydzielone do jakiegokolwiek okręgu administracyjnego. Gdy Międzynarodowa Organizacja Normalizacyjna (ISO) zaproponowała przydzielenie oddzielnego kodu dla Svalbard norweskie władze wyszły z inicjatywą przydzielenia wspólnego kodu dla Svalbard i Jan Mayen.

## Części składowe

### Svalbard
Svalbard obejmuje swym zasięgiem archipelag Svalbard (którego największą wyspą jest Spitsbergen dawniej zwany Spitsbergenem Zachodnim – Vestspitsbergen) wraz z kilkoma wyspami nie wchodzącymi w skład archipelagu (m.in. Wyspa Niedźwiedzia – Bjørnøya) w granicach 71° – 81° N i 10° – 35° E, 800 km na północ od Norwegii i 1100 km od Bieguna Północnego.
Stolicą i siedzibą gubernatora prowincji Svalbard jest Longyearbyen. Najwyższą władzą na Svalbardzie jest gubernator (Sysselmannen), który zapewniając norweską zwierzchność posiada władzę administracyjną, sądową oraz nad porządkiem publicznym na całym archipelagu. Jest też odpowiedzialny za ochronę środowiska. W odróżnieniu, Svalbard jest strefą zdemilitaryzowaną, nie jest częścią strefy Schengen ani Europejskiego Obszaru Gospodarczego.

### Jan Mayen
Jan Mayen to niewielka wyspa wulkaniczna w Arktyce, ok. 500 km na wschód od Grenlandii; oblewają ją wody Oceanu Arktycznego: Morze Grenlandzkie od północy, Cieśnina Duńska od zachodu i Morze Norweskie od południa i wschodu. Od 1930 administracyjnie przynależy do Norwegii.
Powierzchnia 372,5 km² większość obszaru zajmują tereny wyżynne i górskie (najwyższy szczyt – czynny wulkan Beerenberg – 2277 m n.p.m., drugi co do wysokości w Europie; ostatnia erupcja 1985), liczne lodowce. Strefa klimatu polarnego, występuje roślinność tundrowa. Liczne kolonie ptaków i fok.
Wyspa nie ma stałych mieszkańców, z wyjątkiem obsługi stacji radiowej i meteorologicznej (obecnie 18 osób).

## Zastosowania

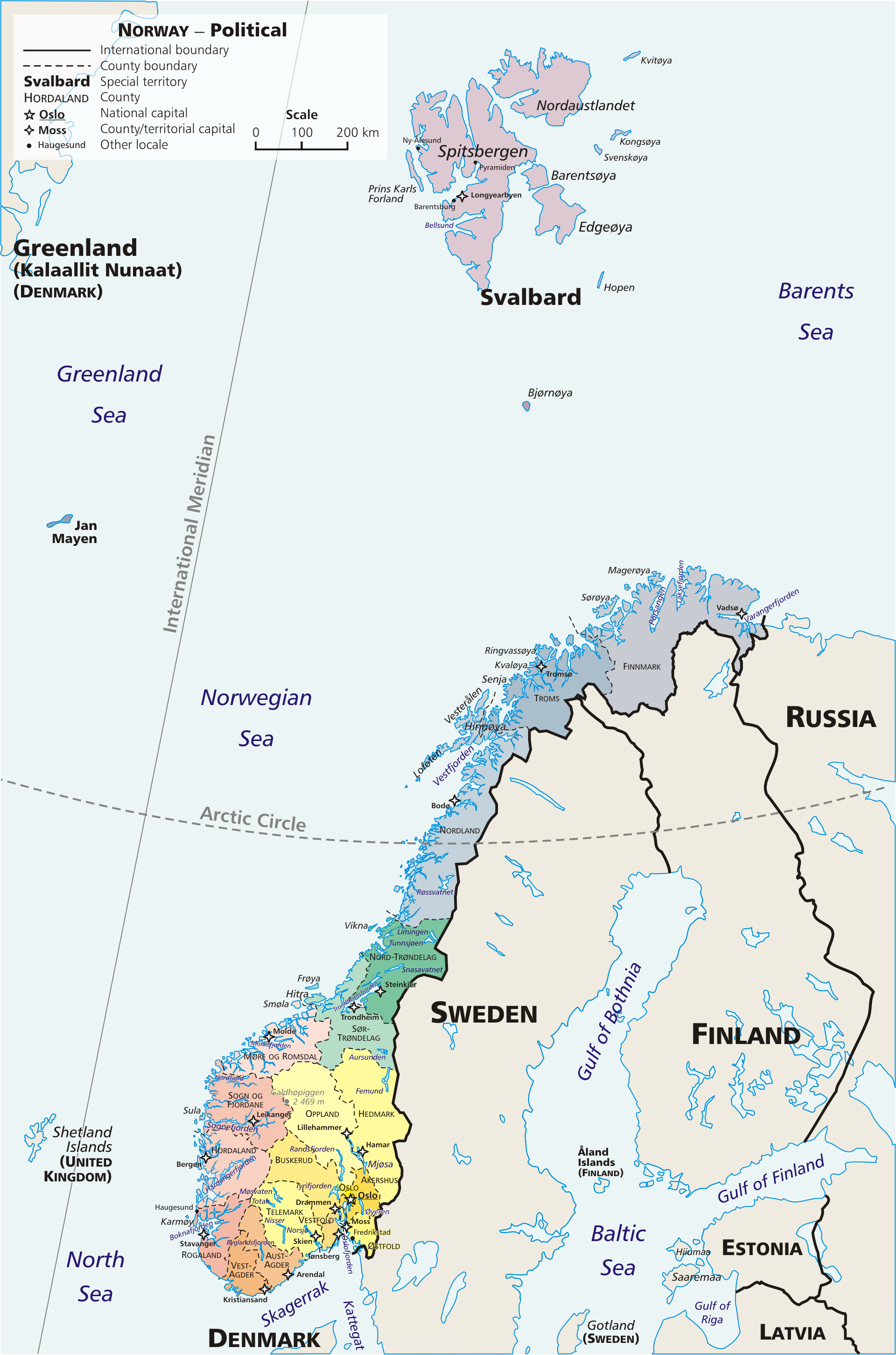
Mapa Norwegii z zaznaczonymi wyspami Svalbard i Jan Mayen

Oznaczenie ISO wraz z równoważnym odpowiednikiem Departamentu Statystyki ONZ umożliwia użytkownikom tych systemów klasyfikacyjnych uwzględnianie osobno „Svalbard i Jan Mayen” zamiast włączenia ich do Norwegii. Zarówno Svalbard, jak i Jan Mayen nie mają własnych flag ani herbów i dla obydwu terytoriów używana jest flaga Norwegii.
Próba zmiany kodu w klasyfikacji ISO tylko „Svalbard” została zastopowana przez Norweskie Ministerstwo Spraw Zagranicznych. Jednakże w odniesieniu statystyk dotyczących ludności i handlu można przyjąć, że „Svalbard i Jan Mayen” oznacza w istocie tylko „Svalbard”.

### ISO 3166-2
ISO 3166-2:SJ jest przydzielonym w ISO 3166-2 kodem dla Svalbard i Jan Mayen. Jednak w tym systemie kodów dla jednostek administracyjnych państw i terytoriów istnieją inne kody dla Svalbard i Jan Mayen jako norweskich terytoriów. Są one zamieszczone w ISO 3166-2:NO:
- NO-21 Svalbard
- NO-22 Jan Mayen

### Krajowa domena najwyższego poziomu
Zgodnie z kodem ISO 3166-2:SJ połączonym Svalbard i Jan Mayen została przydzielona internetowa krajowa domena najwyższego poziomu.sj. Domena jest administrowana przez UNINETT Norid. Polityka używania tej domeny nie przewiduje rejestracji żadnych domen w domenie .sj. Instytucje z Svalbard mogą w zamian korzystać z domeny .no. Władze Norwegii nie zamierzają wykorzystywać komercyjnie tej domeny.